# Urban Cowboy
Urban Cowboy és una pel·lícula estatunidenca de drama romàntic del 1980, dirigida per James Bridges. El guió va ser adaptat per Aaron Latham i James Bridges a partir de l'article homònim que el primer havia publicat a la revista Esquire el 1979, i que se centrava en l'idili entre Dew Westbrook i Betty Helmer, dos habituals del Gilley's. La seva relació sentimental va esdevenir la inspiració per a la història d'amor-odi entre Bud i Sissy, els personatges interpretats per John Travolta i Debra Winger. La pel·lícula va capturar la popularitat de la música country de finals de la dècada del 1970 i principis de la del 1980, i la major part de l'acció se centra al voltant de les activitats al Gilley's Club, un bar honky-tonk de Pasadena (Texas). Va ser la primera pel·lícula coreografiada per Patsy Swayze (mare de Don i Patrick Swayze), i va suposar l'inici de la seva carrera com a coreògrafa de cinema.

## Argument
Bud Davis (John Travolta) es muda a Houston per treballar en una de les refineries de la ciutat, amb l'esperança d'estalviar prou diners per poder tornar al seu Spur natal i comprar-hi un terreny. S'està a casa de Bob (Barry Corbin), el seu oncle, qui el porta al Gilley's, el local honky-tonk on Bud ràpidament s'acostumarà a la vida nocturna. Allà hi coneix Sissy (Debra Winger), qui li pregunta si és un cowboy de veritat. S'enamoren, i aviat Bud li demana que es casin.
Després del casament van a viure a una casa mòbil i, malgrat la passió, discuteixen constantment: Sissy és una dona independent i obstinada, mentre que Bud creu en els rols de gènere tradicionals. Les seves vides s'acaben reduint a la rutina de feina de dia i Gilley's de nit, on a Bud li agrada muntar el toro mecànic, i quan Sissy també vol muntar-lo ell li ho prohibeix.
Wes Hightower (Scott Glenn) acaba de sortir de la presó en llibertat condicional, i obté una feina al Gilley's controlant el toro mecànic amb el seu amic Steve (James Gammon), que també treballa al local. Wes comença a flirtejar amb Sissy, que se sent afalagada i atreta per aquest; Bud, borratxo, s'enfurisma i es baralla amb Wes a cops de puny. En contra de la voluntat de Bud, Sissy passa temps al Gilley's durant el dia amb Wes, Steve i la seva amiga Jessie, aprenent a muntar el toro mecànic. Aquella nit, Jessie i Wes convencen Sissy de muntar-lo, i ella decideix fer-ho per impressionar Bud; aquest, tanmateix, s'enfada perque l'ha desafiat i enganyat, i la repta. Durant el repte Bud cau i Wes fa que el toro giri ràpidament, trencant-li un braç. Ja a casa, Bud li pregunta a Sissy si està tenint una aventura amb Wes, cosa que ella nega, i llavors li prohibeix tornar a muntar el toro mecànic; ella l'acusa d'estar gelós perque munta millor que ell, i Bud li dona una bufetada i la fa fora del trailer. La nit següent tots dos es troben al Gilley's, però Sissy està enfadada i no vol parlar amb ell. Per tal de posar-la gelosa, Bud es posa a parlar amb Pam (Madolyn Smith) i balla amb ella, mentre que Sissy balla amb Wes. Bud i Pam marxen junts per fer sexe, però Sissy, ferida i disgustada, rebutja les intencions sexuals de Wes. L'endemà Sissy marxa del trailer de Bud i es muda al d'en Wes.
Bud vol competir al rodeo de munta de toro mecànic al Gilley's per tal de guanyar els 5.000$ de premi i comença a entrenar amb el seu oncle Bob, un antic campió de rodeo que aconsella en Bud que s'empassi el seu orgull per reconciliar-se amb Sissy. Aquesta torna a la casa mòbil per endur-se les seves coses, i deixa una nota per a Bud on hi diu que espera que puguin tornar a estar junts; més tard, Pam arriba i llença la nota. Quan Sissy torna al trailer d'en Wes se'l troba fent sexe amb la seva amiga Marshalene. Aquest ordena Sissy que cuini per a ell, i ella, ferida per la seva infidelitat, s'hi nega enfadada; llavors Wes comença a maltractar-la físicament.
Quan es troben, Sissy li explica a Bud que van fer fora Wes del Gilley's per fer mal a massa gent amb el toro mecànic, i que planegen marxar a Mêxic quan ell guanyi el premi de la competició, que finalment guanya Bud. Quan Pam s'adona que aquest encara està enamorat de Sissy confessa haver destruït la nota que aquesta va deixar per a ell, per gelos. No obstant això, l'encoratja a reconciliar-s'hi, i Bud marxa disposat a trobar-la.
Sissy refusa anar a Mèxic amb Wes, però cedeix després que aquest la pegui. Ell li ordena que l'esperi al cotxe, aparcat rere el Gilley's, mentre que Wes entra al local per a robar els diners del premi. Bud troba Sissy al pàrquing, li diu que encara l'estima, i es disculpa per haver-la pegat; Sissy li diu que ella també, i s'abracen. Quan veu la seva cara contusionada Bud, furiós, surt a buscar Wes, amb qui es baralla a l'entrada del bar. Aquest acaba estabornit a terra, i amb la baralla li cauen la pistola i els diners; quan el personal del Gilley's descobreix el robatori detenen Wes, que sembla probable que tornarà a la presó per violació de la llibertat condicional. Bud i Sissy es reconcilien i tornen a casa junts.

## Repartiment
- John Travolta: Bud Davis
- Debra Winger: Sissy Davis
- Scott Glenn: Wes Hightower
- Madolyn Smith: Pam
- Barry Corbin: Bob Davis
- Brooke Alderson: Corene Davis
- Cooper Huckabee: Marshall
- James Gammon: Steve Strange
- Steve Strange: Sam Strange
- Mickey Gilley: si mateix
- Johnny Lee: si mateix
- Bonnie Raitt: si mateixa
- Charlie Daniels: si mateix
- Ellen March: Becky
- Jessie La Rive: Jessie
- Howard Henson: si mateix
- Connie Hanson: Marshalene

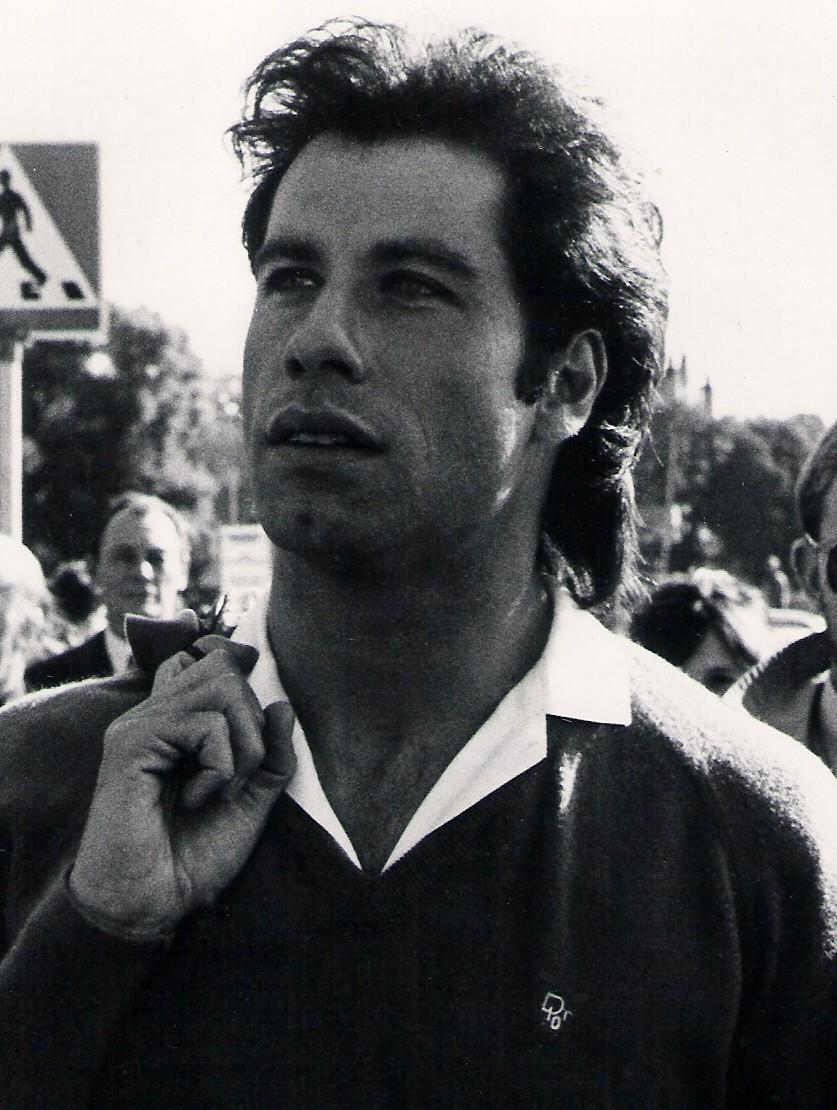
John Travolta (Bud Davis) en una imatge de 1983.

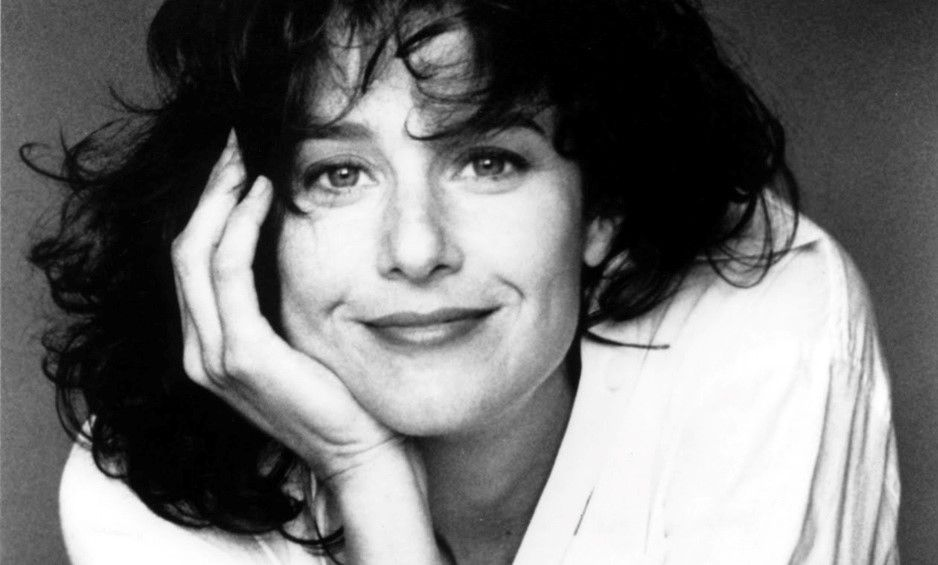
Debra Winger (Sissy Davis) en una imatge de 1984.

- Tamara Champlin: Gilley Background Vocalist
- Becky Conway: Gilley Background Vocalist
- Jerry Hall: germana sexi
- Cyndy Hall: germana sexi

## Música
S'ha dit de la pel·lícula que va iniciar l'apogeu dels anys 80 de la música country pop, coneguda com a Moviment Urban Cowboy, neo-country, o hill boogie. "Urban cowboy" també és el terme que es va utilitzar per descriure la música country suggeridora de principis de la dècada del 1980 que estava representada per Kenny Rogers, Dolly Parton, Johnny Lee, Mickey Gilley, Janie Frickie i altres vocalistes la característica dels quals eren sons suaus del tipus que s'escolten a la pel·lícula. Aquest so va esdevenir cada cop més polèmic en aquella dècada, i era considerat sonso i predictible per part dels crítics musicals i un nombre creixent de fans del country. A mitjans dels 80 les vendes de discos de country i les audiències de ràdios de country disminuïen com a reacció directa a aquest estil, tal com el crític musical del New York Times Robert Palmer va escriure el 1985. Cap al 1986 va arribar un nou estil més elemental, el new traditionalism, basant-se en la popularitat anterior de Ricky Skaggs, John Anderson i George Strait. Aquest so rememorava el country tradicional de les dècades del 1940 i 1950 i va introduir noves veus com Randy Travis, Reba McEntire i Dwight Yoakam.

### Banda sonora

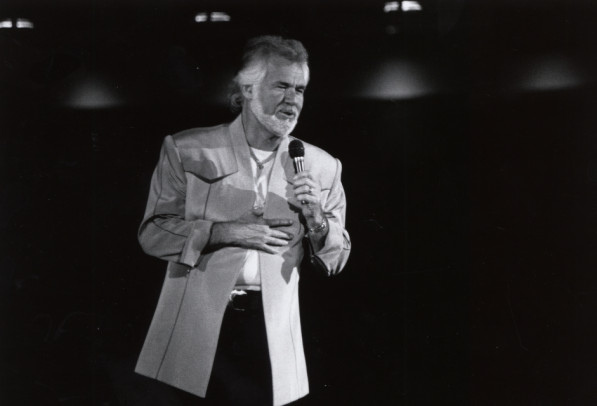
Kenny Rogers en un concert el 1991.

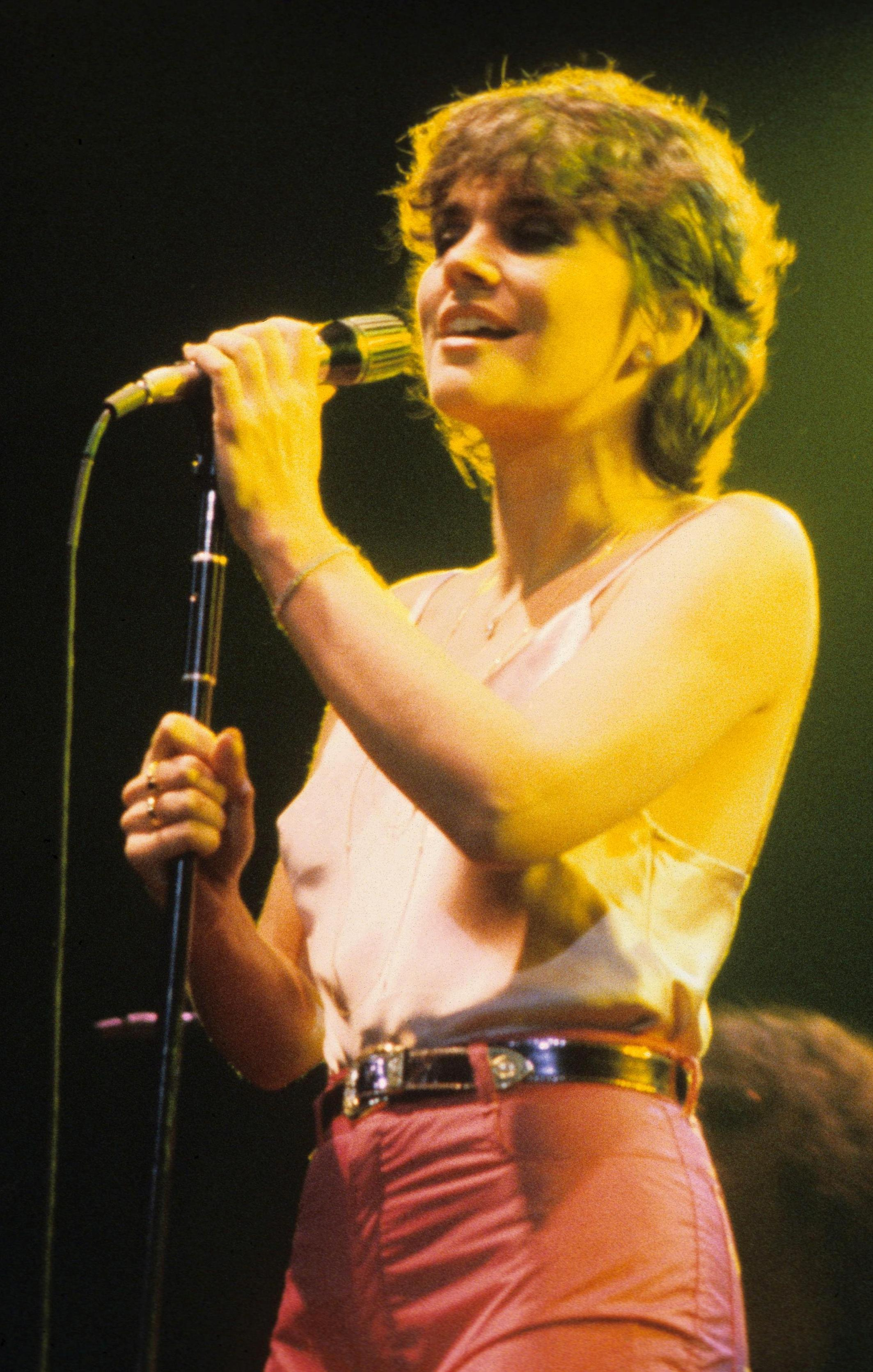
Linda Ronstadt en un concert el 1979.

La pel·lícula va comptar amb una exitosa banda sonora, i diversos dels seus senzills van arribar al Top 10 de la llista de Billboard de country, com ara "Lookin' for Love" (Johnny Lee), "Stand by Me" (Mickey Gilley), "Look What You've Done to Me" (Boz Scaggs), "Could I Have This Dance" (Anne Murray), i "Love the World Away" (Kenny Rogers), tot i que també s'hi incloïen èxits d'anys anteriors, com "The Devil Went Down to Georgia" (The Charlie Daniels Band) i "Lyin' Eyes" (Eagles). L'àlbum es va editar el 1980 com a doble LP, i va ser rellançat en CD l'any 1995. El desembre de 2018, la banda sonora va ser certificada amb triple platí per part de RIAA per unes vendes de tres milions d'exemplars.
Llista de temes:
1. "Hello Texas" – Jimmy Buffett (2:33)
2. "All Night Long" – Joe Walsh (3:50)
3. "Times Like These" – Dan Fogelberg (3:02)
4. "Nine Tonight" – Bob Seger & The Silver Bullet Band (6:35)
5. "Stand By Me" – Mickey Gilley (3:35)
6. "Cherokee Fiddle" – Johnny Lee (4:06)
7. "Could I Have This Dance" – Anne Murray (3:14)
8. "Lyin' Eyes" – Eagles (6:23)
9. "Lookin' for Love" – Johnny Lee (3:41)
10. "Don't it Make You Want to Dance" – Bonnie Raitt (3:29)
11. "The Devil Went Down to Georgia" – The Charlie Daniels Band (3:35)
12. "Here Comes the Hurt Again" – Mickey Gilley (2:41)
13. "Orange Blossom Special" / "Hoedown" – Gilley's "Urban Cowboy" Band (2:06)
14. "Love the World Away" – Kenny Rogers (3:11)
15. "Falling in Love for the Night" – The Charlie Daniels Band (3:00)
16. "Darlin'" – Bonnie Raitt (2:34)
17. "Look What You've Done to Me" – Boz Scaggs (5:39)
18. "Hearts Against the Wind" – Linda Ronstadt amb J. D. Souther (2:58)

## Guardons
La pel·lícula va estar nominada als següents premis:
- 1980: Premi del New York Film Critics Circle a la millor actriu secundària, per Debra Winger
- 1981: Premi de la National Society of Film Critics a la millor actriu secundària, per Debra Winger
- 1981: Globus d'Or a la millor actriu secundària, per Debra Winger
- 1981: Globus d'Or a la nova estrella cinematogràfica de l'any - dona, per Debra Winger
- 1981: Premi BAFTA al / a la protagonista novell més prometedor(a) de cinema, per Debra Winge
- 1981: Premi Grammy al millor àlbum de banda sonora original escrit per a una pel·lícula o especial de televisió